# Silje Waade
Silje Waade, née le 20 mars 1994 à Stjørdal, est une handballeuse internationale norvégienne qui évolue au poste d'arrière droite.

## Palmarès

### En club
compétitions internationales
- troisième de la Ligue des champions en 2019 (avec Vipers Kristiansand)

compétitions nationales
- championne de Norvège en 2019 (avec Vipers Kristiansand)
- vainqueur de la coupe de Norvège en 2019 (avec Vipers Kristiansand)

### En sélection
championnat d'Europe
- vainqueur du championnat d'Europe 2016

autres
- 4e place au championnat d'Europe des moins de 19 ans en 2013[3]
- troisième du championnat du monde jeunes en 2012